# Günther Feuerstein

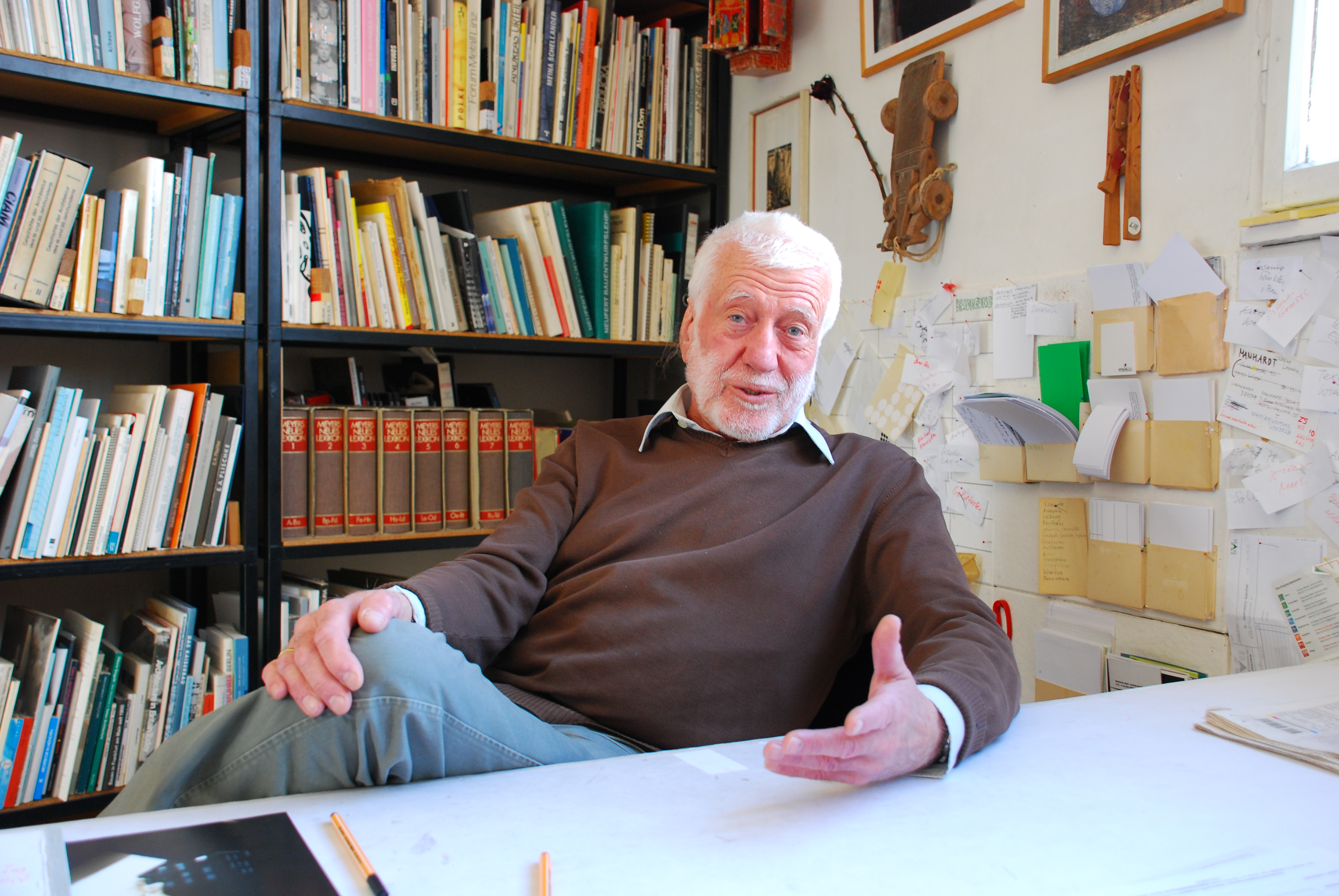
Günther Feuerstein (2008)

Günther Feuerstein (* 21. Oktober 1925 in Wien; † 4. Dezember 2021 in Wien) war ein österreichischer Architekt und Architekturtheoretiker.

## Leben
Günther Feuerstein studierte bis 1951 Architektur an der Technischen Universität Wien. 1956 wurde er Ziviltechniker. Von 1958 bis 1962 war er Mitarbeiter im Atelier von Architekt Karl Schwanzer und arbeitete unter anderem am Gebäude für die Expo Brüssel 1958, heute als Museumsbau in Wien in Verwendung, und am Gebäude des Wirtschaftsförderungsinstituts (Wifi) am Währinger Gürtel in Wien mit. In den Jahren 1965–1967 verfasste er seine Dissertation zum Thema „Archetypen des Bauens“ und 1974–1976 überarbeitete er dieses Werk.
An der Technischen Universität Wien war er von 1961 bis 1968 Assistent bei Karl Schwanzer am Institut für Gebäudelehre und Entwerfen. Er veranstaltete das „Klubseminar der Architekturstudenten“, in dem es zur Zusammenarbeit mit den Experimentalgruppen Coop Himmelb(l)au, Haus-Rucker-Co und Zünd-Up kam. Des Weiteren betreute er das Entwerfen zum experimentellen Bauen, das jeweils im Sommer mit 15 Studenten stattfand. Günther Feuerstein wurde durch seine Lehrveranstaltung zum Katalysator der Weiterentwicklung der Wiener Architektur in den 1960er Jahren. Im Rahmen seiner Vorlesungen lud er Gäste ein, ohne dies zuvor im Dekanat der TU genehmigen zu lassen, unter anderem Walter Pichler. Auf Grund der Missachtung dieser Genehmigungspflicht wurde er nach dem Gastvortrag von Otto Muehl im Rahmen seiner Vorlesung entlassen.
1970–1982 veranstaltete er in seinem Atelier im 4. Bezirk die außeruniversitären Abende des „O. O. – Open Office“, ein Gesprächsforum für Studenten und Fachleute, die über den Horizont der Architektur hinausreichten. An der Universität für künstlerische und industrielle Gestaltung Linz war Günther Feuerstein von 1973 bis 1996 Professor für Umraumgestaltung.
Von 1962 bis 2000 betrieb Günther Feuerstein sein „Atelier für Entwurf, Planung, Forschung“. Er lebte und arbeitete in Wien.

## Werke (Auswahl)
- Hof 91: Haus F., Zell am Moos, 1958
- Wohnsiedlung beim Fliegerhorst Vogler, Hörsching bei Linz, 1966–1977 in zwei Etappen[2]
- Städtebauliche Studien zu Wien: Gutachten Karlsplatz in Zusammenarbeit mit Diether S. Hoppe und Werner Winterstein, 1970
- Österreichisches Kulturinstitut, Zagreb, 1971
- Wohn- und Geschäftshaus, Wien 12., Flurschützstraße 26, Entwurf 1967
- Studie Stadtmodell Wien, 1972–1975
- Erforschung von Grundlagen für die „Behindertennorm“ (ÖNORM B1600 und B1601)
- Spielaktionen, Spielprojekte, 1979–1985: Von der Stadt Wien wurde das Atelier Feuerstein mit der Revitalisierung der Großfeldsiedlung beauftragt. Ein integraler Bestandteil wäre das Spielplatzkonzept gewesen. Da davon nichts realisiert wurde, schritt das Büro zur Selbsthilfe und gründete die Gruppe SP.A.S.S. - Spielaktionen und Soziales Service. Gemeinsam mit Freunden, Bewohnern und Studenten organisierte man selbst Spielplätze und betreute diese auch. Die Aktionen wurden überall begeistert aufgenommen, doch gelang es nicht, die Initiative auf die Bewohner zu übertragen. Eine weitere Initiative, der „Überall Kindergarten“ mit Maria Groh, propagierte die These „Spielplatz und Kindergarten ist in der ganzen Stadt“ weiter.
- Integrative Wohngruppe Hirschstetten, in Zusammenarbeit mit Rob Krier und Monika Stein, Wien, 1985–1987
- Revitalisierung Augarten, in Zusammenarbeit mit Edgar Göth, Wien, 1988–1995
- Sanierung und Revitalisierung Haus Favoriten, in Zusammenarbeit mit Christine Feuerstein, Stadterneuerungspreis, Wien 1994–1996

## Ausstellungen (Auswahl)
- 1966/67 „Urban Fiction“ Galerie St. Stefan Wien, Graz, Innsbruck, Klagenfurt, Linz, Aachen, München
- 1969 „Hochschule planen bauen“
- 1988 „Visionäre Architektur in Wien 1958–1988“ in Wien, Linz und Graz
- 1996 „Inhabited Bridges“ Teilnahme London
- 1996 „Visionary Architecture in Austria“ Biennale di Venezia mit Christine Feuerstein
- 1997–2000 Wanderausstellung „Visionäre Architektur“ mit Christine Feuerstein

## Publizistische Tätigkeit (Auswahl)
- 1965–1967 gemeinsam mit Hans Hollein, Gustav Peichl, Sokratis Dimitriou und Walter Pichler Redaktion der Zeitschrift der Zentralvereinigung der Architekten „BAU“.
- 1970–1989 „Transparent“ Von Günther Feuerstein gegründete monatliche Zeitschrift zur Chronik progressiver, reflektierender und theoretischer Architektur in Österreich
- 1987–1994 „Daidalos“ Günther Feuerstein war österreichischer Vertreter im Herausgeber-Team

## Auszeichnungen (Auswahl)
- 2021: Hans-Hollein-Kunstpreis für Architektur[3]